# Josefina Vidal

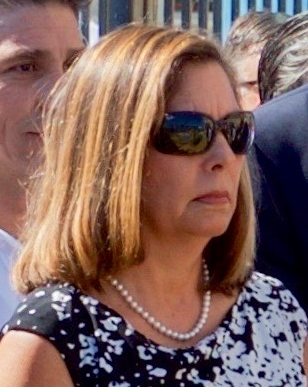
Josefina Vidal Ferreiro (2015)

Josefina de la Caridad Vidal Ferreiro (sinh ngày 18 tháng 2 năm 1961) là một nhà ngoại giao Cuba, và là tổng giám đốc của Bộ phận Hoa Kỳ trong Bộ Ngoại giao kể từ năm 2013.

## Giáo dục
Vidal tốt nghiệp Học viện Quan hệ Quốc tế Moscow năm 1984 với bằng Cử nhân Quan hệ Quốc tế.

## Sự nghiệp
Vidal trước đây đã từng giữ một số chức vụ liên quan đến Hoa Kỳ trong Bộ Ngoại giao. Từ 1999 đến 2003, bà là Bí thư thứ nhất của Bộ phận Quyền lợi Cuba ở Washington, DC và từ năm 1991 đến 1997, bà là một nhà phân tích tại Đại sứ quán Cuba ở Paris, Pháp.
Trước khi vào công việc ngoại giao, bà đã từng là Trợ lý nghiên cứu tại Trung tâm nghiên cứu của Hoa Kỳ tại Đại học Havana.
Vào ngày 23 tháng 7 năm 2017, Reuters đã báo cáo rằng Vidal sẽ được chuyển đến chức vụ Đại sứ Cuba tại Canada, nhưng tính đến tháng 9 năm 2017 điều này không được phản ánh trong các nguồn chính thức của Cuba.
Vào tháng 8 năm 2017, có thông tin rằng Vidal đã tới Moscow vào cuối tháng 7 để hội đàm với Thứ trưởng Ngoại giao Nga Sergei Ryabkov và Đại sứ Cuba tại Moscow Emilio Lozada Garcia.